# Luis Uribe (actor mexicano)
Luis Ramón Uribe Magaña, conocido simplemente como Luis Uribe, es un actor mexicano nacido el 6 de agosto de 1947 en la Ciudad de México, con una trayectoria internacional por más de 35 años. Estudió administración de empresas en la UNAM y posteriormente tomó talleres y cursos de arte dramático con destacados maestros como José Luis Ibáñez, Dimitrios Sarrás, Héctor Mendoza, etc. Inició su carrera como actor en 1975 dentro de la telenovela Lo imperdonable, posteriormente le seguirían trabajos en cine y teatro, participó en varias exitosas telenovelas hasta que en 1987 obtuvo su primer y único protagónico en Yesenia. Luis Uribe sigue vigente en la actualidad, ha trabajado para televisoras como Televisa, TV Azteca y Telemundo.

## Filmografía

### Televisión
- Lo imperdonable (1975)
- Parecido al amor (1979)
- Una limosna de amor (1981) - Gerardo
- Vivir enamorada (1982) - Juan Carlos
- Amalia Batista (1983-1984) - Esteban Covarrubias
- Los años pasan (1985) - Gustavo
- Principessa (1984-1986) - Gerardo
- Yesenia (1987) - Osvaldo Moncada
- La isla (1987)- Fabián
- Ángeles blancos (1990-1991) - Luis
- Valeria y Maximiliano (1991-1992) - Manuel Nava
- María Mercedes (1992) - Manuel Muñoz
- Pobre niña rica (1995-1996) - Héctor Iturriaga
- Confidente de secundaria (1996) - El mismo
- Camila (1998-1999) - Nicandro
- El privilegio de amar (1998-1999) - Raymundo Velarde
- Estrellita (2000) - Javier Cifuentes
- Ellas, inocentes o culpables (2000) - Ángel
- Como en el Cine (2001-2002) - Manuel
- La esposa virgen (2005) - Dr. Garza
- Duelo de pasiones (2006) - Jaime
- Destilando amor (2007) - Lorenzo Oñate
- El juramento (2008)
- Un gancho al corazón (2008-2009) - Jairo
- Llena de amor (2010-2011) - José María Sevilla
- Corazón indomable (2013) - Mohamed
- Lo que la vida me robó (2013-2014) - Capitán/Almirante Ignacio Robledo
- Los miserables (2014) - Genaro Cabello
- Mujeres de negro (2016) - Antonio Benítez
- La doble vida de Estela Carrillo (2017) - Néstor Aguilera / Lucio Galván Romero "el Dorado"
- Enemigo intimo (2018) - Enrique Laborde
- Por amar sin ley (2019) - Dr. Ramos
- Esta historia me suena (2021-2023) - 2 Unitarios[2][3]
- Mujeres asesinas (2022) - Don Andrés, Ep: las bodas de plata

### Teatro
- Esta Chica es una Fiera (con Victoria Ruffo).
- Juegos de Sociedad (con Juan Soler).
- Ser Infiel... Si es Algo Personal (con Rogelio Guerra).
- Cena de Matrimonios (con Juan Ferrara).
- Los Derechos de la Mujer (con Patricia Navidad).

### Cine
- Pesadilla Mortal (1980)
- Soy Libre (1992)